# Seward (Alaska)
Seward è una città statunitense situata in Alaska, nel borough della Penisola di Kenai. Al censimento del 2020 contava 2.812 abitanti.

## Geografia e clima
Seward si trova nella parte sud della penisola di Kenai e precisamente nella baia "Resurrection", un'insenatura naturale rivolta verso l'oceano Pacifico. Si trova anche all'inizio del Parco nazionale dei Fiordi di Kenai, una distesa di ghiaccio lunga oltre 120 km con una superficie di 2833 {\displaystyle km^{2}}. La città ha un'area totale di 56 {\displaystyle km^{2}} (un terzo dei quali è acqua). 
Il clima della zona è definito "oceanico subpolare" con temperature moderate (il mare non ghiaccia mai).

## Storia
Seward fu fondata nel 1903 con l'intenzione di essere usata come porto marittimo per il Borough della Penisola di Kenai e, tramite la linea ferroviaria, per l'interno del territorio dell'Alaska (Anchorage non ha un porto marittimo). La città è importante anche come punto di partenza per la pista di slitte trainate da cani Iditarod National Historic Trail. Prima ancora nel 1793 il commerciante russo Alexander Baranov della società Shelikhov-Golikov aveva istituito un punto di attracco per le sue navi per il commercio di pellicce.

## Territorio
Seward si estende da nord a sud per circa 3 km avendo a occidente il monte Marathon e a oriente la Resurrection Bay. La cittadina si sviluppa principalmente sul porto turistico dove si trova l'acquario Alaska SeaLife Center, l'ufficio del "Kenai Fjords National Park" e le principali infrastrutture alberghiere e turistiche. Più a sud (oltre 3 km) si trova il vecchio centro storico (Lowell Point).

## Economia
La pesca e il turismo sono le maggiori entrate della cittadina. In base al valore monetario dei pesci prelevati Seward nel 2011 risultava il nono porto più redditizio della pesca negli Stati Uniti. Altre entrate derivano dalla gestione della ferrovia e dal terminale per il trasporto del carbone.

## Amministrazione

### Gemellaggi
Seward è gemellata con:
- Obihiro, Giappone

## Infrastrutture e trasporti
La cittadina è ubicata al termine della ferrovia Alaska Railroad e della statale Autostrada Seward (in inglese Seward Hwy). Seward inoltre è lo scalo finale di numerose navi da crociera provenienti dalla costa occidentale degli Stati Uniti. Al di fuori della città, circondato da steppe di ghiaccio e montagne, è situato lo Spring Creek Correctional Centre. È noto per essere l'unico penitenziario di massima sicurezza dell'Alaska e il più a nord degli Stati Uniti. In esso sono presenti 500 detenuti e 97 guardie carcerarie.

## Alcune immagini di Seward

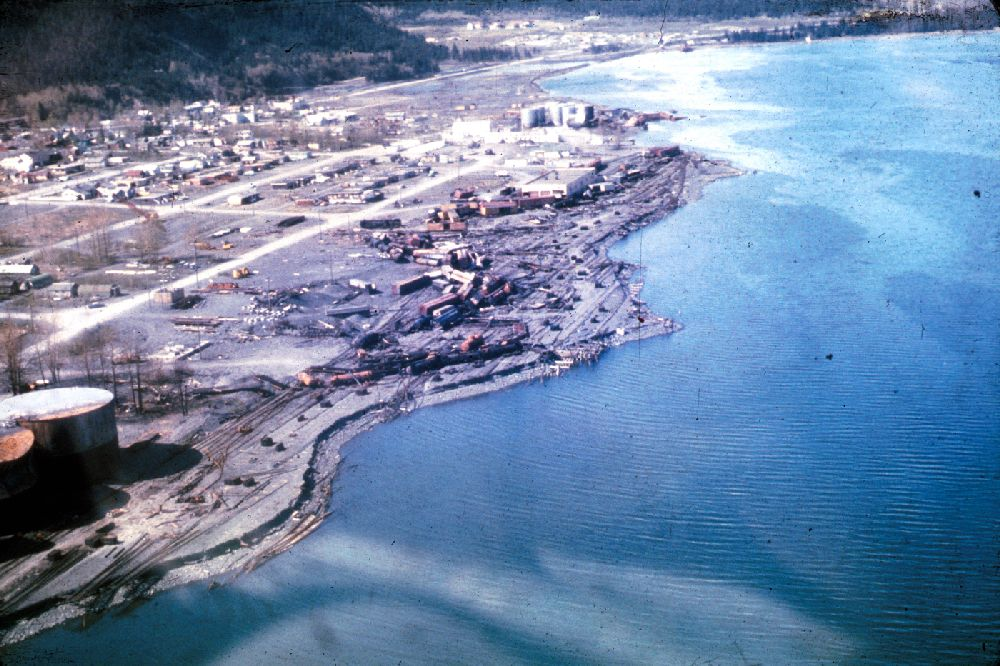
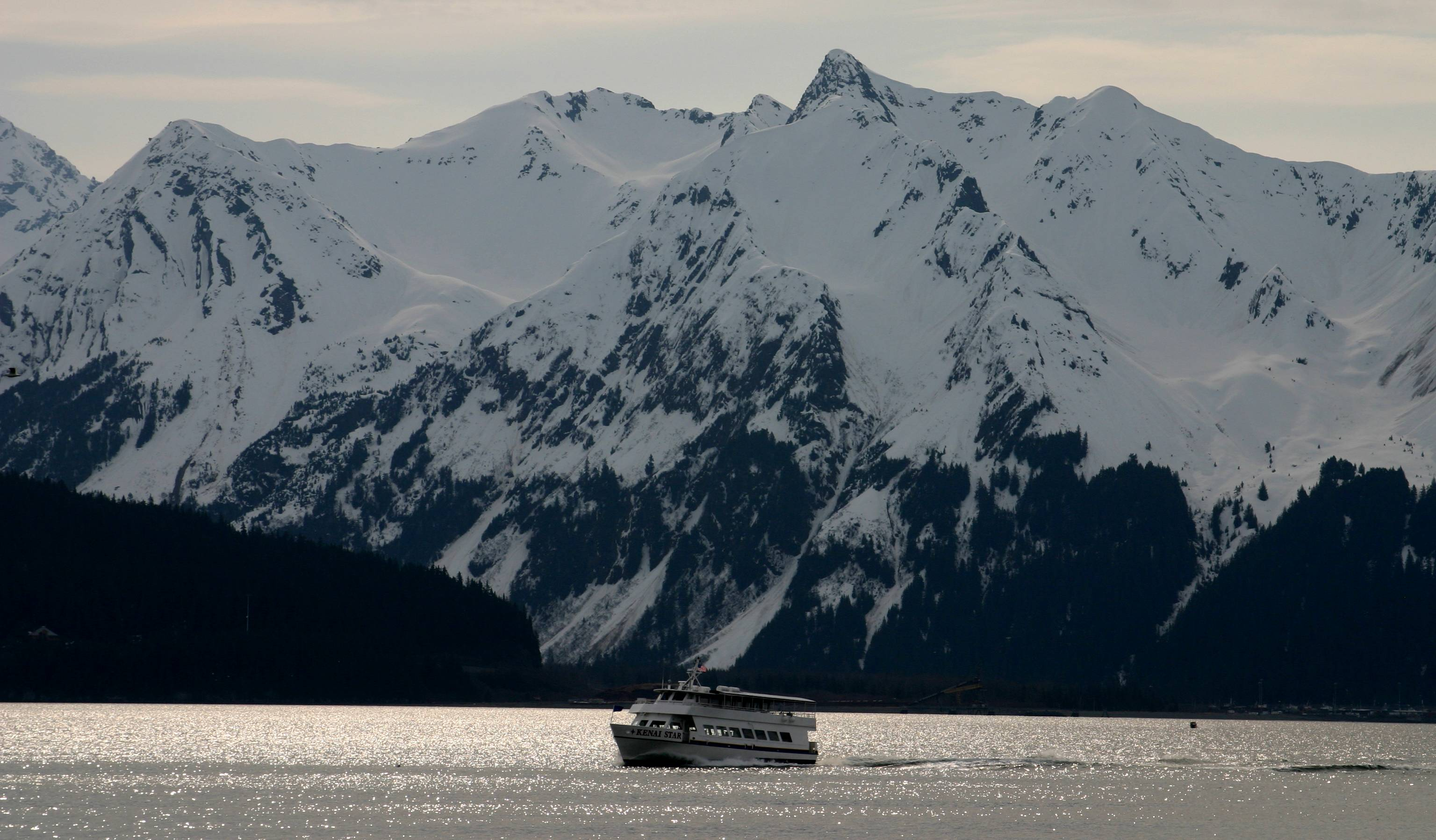
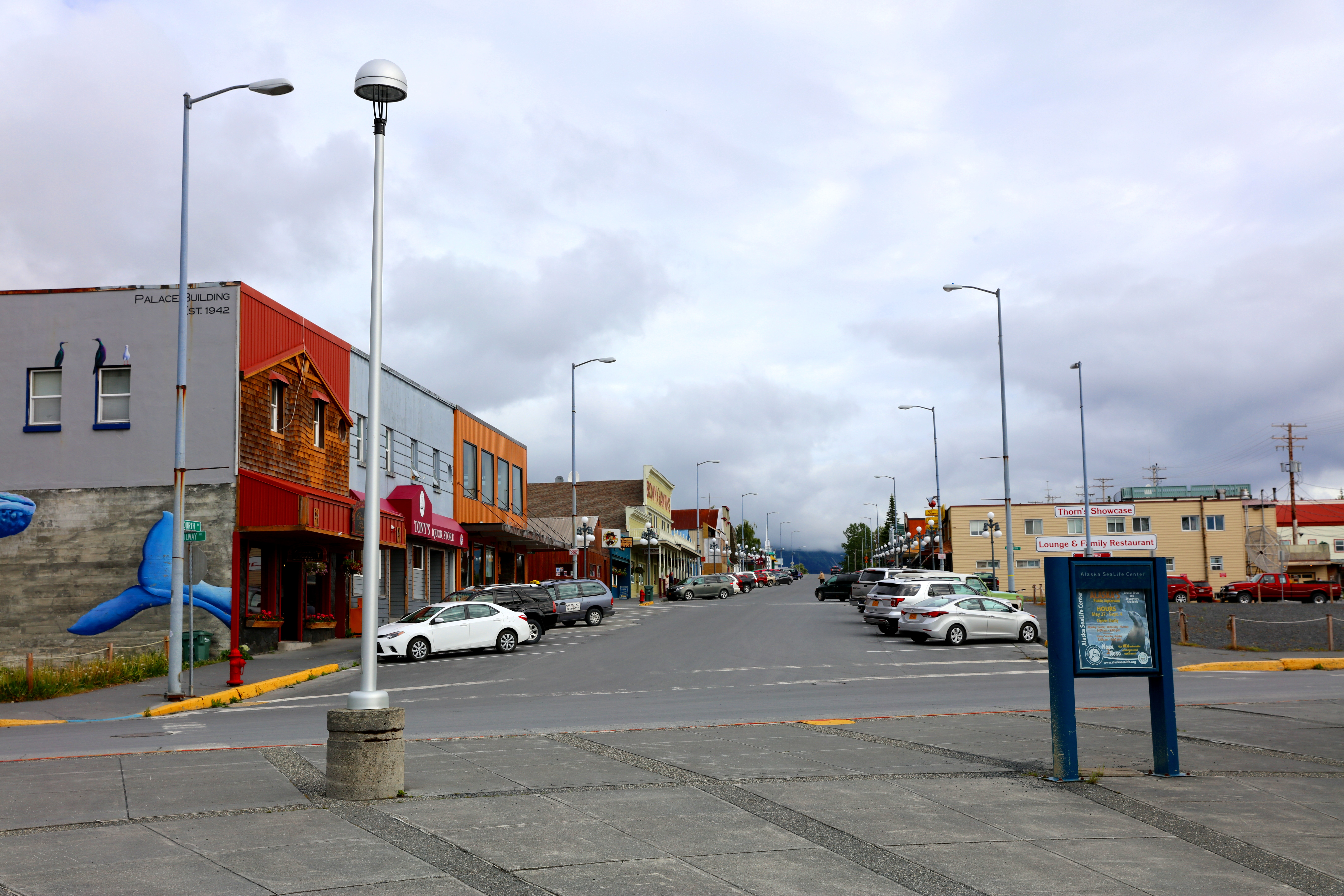
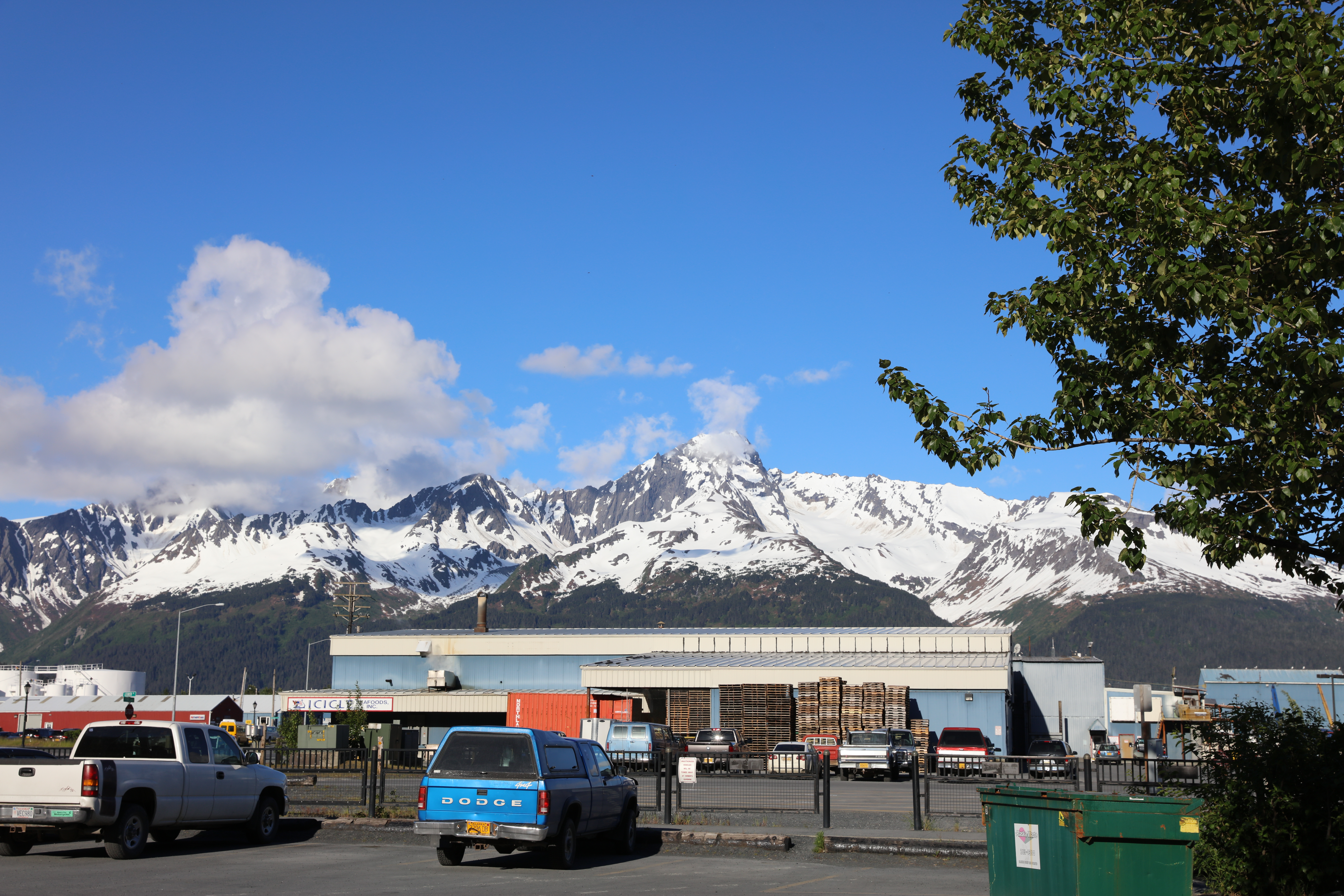
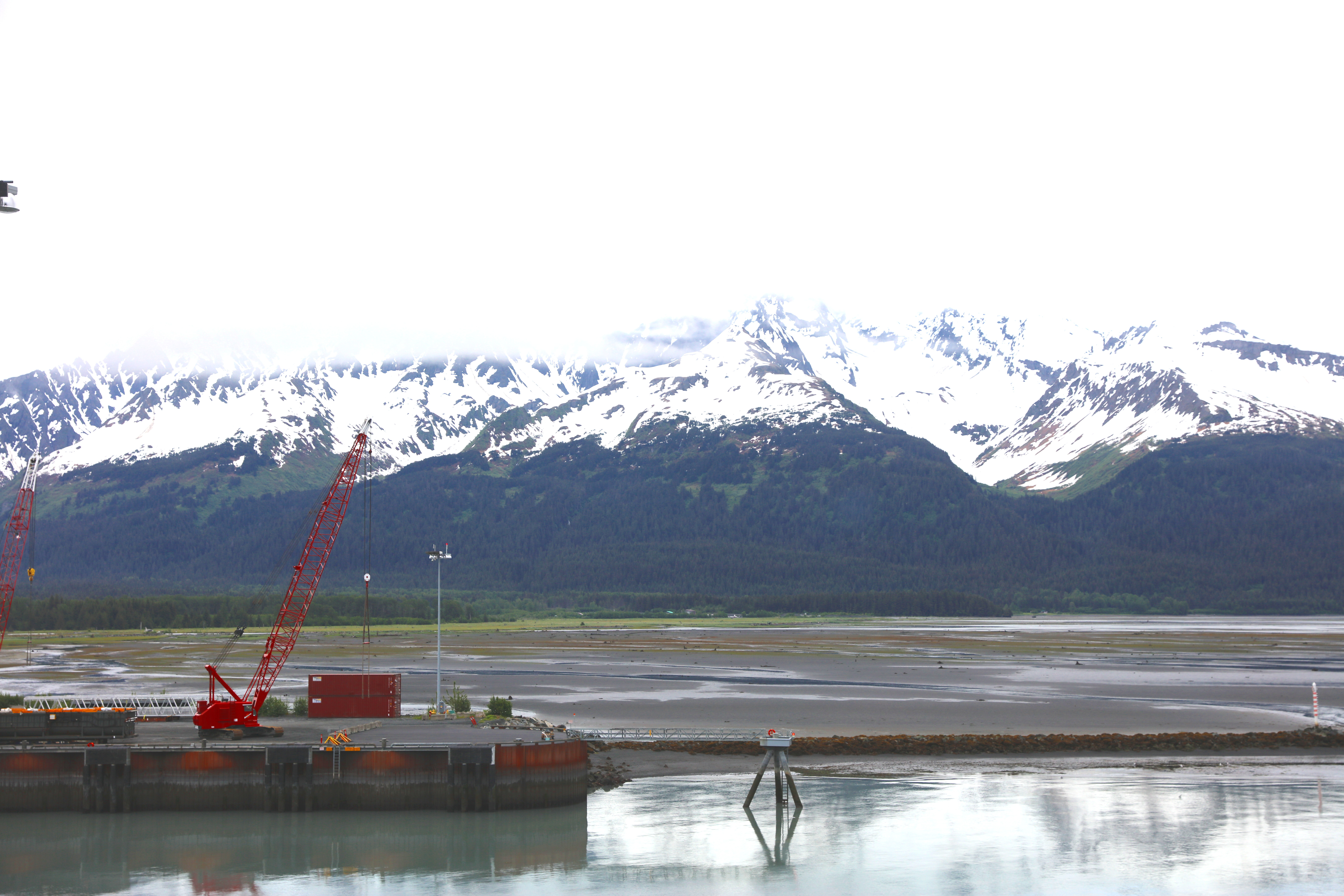
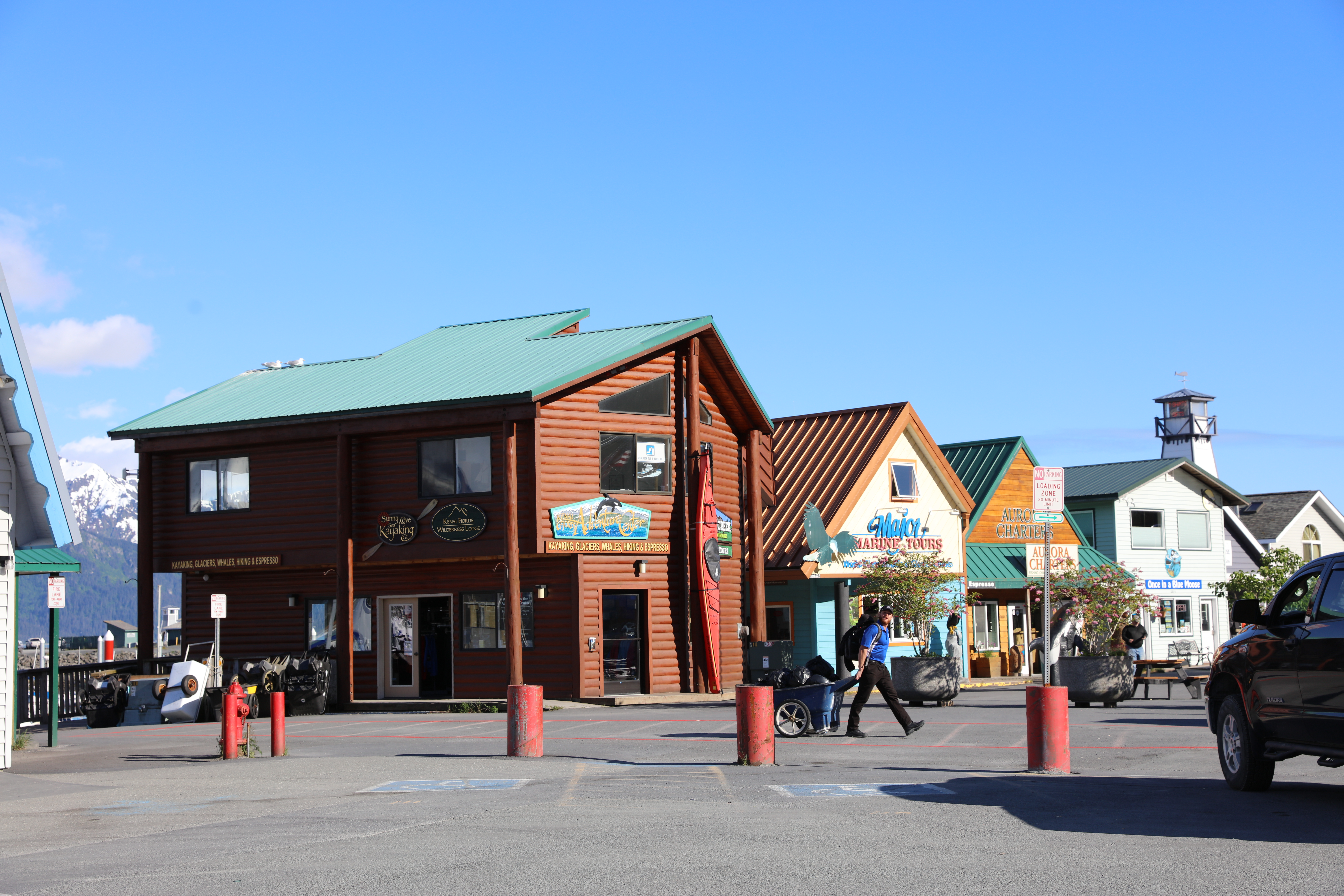
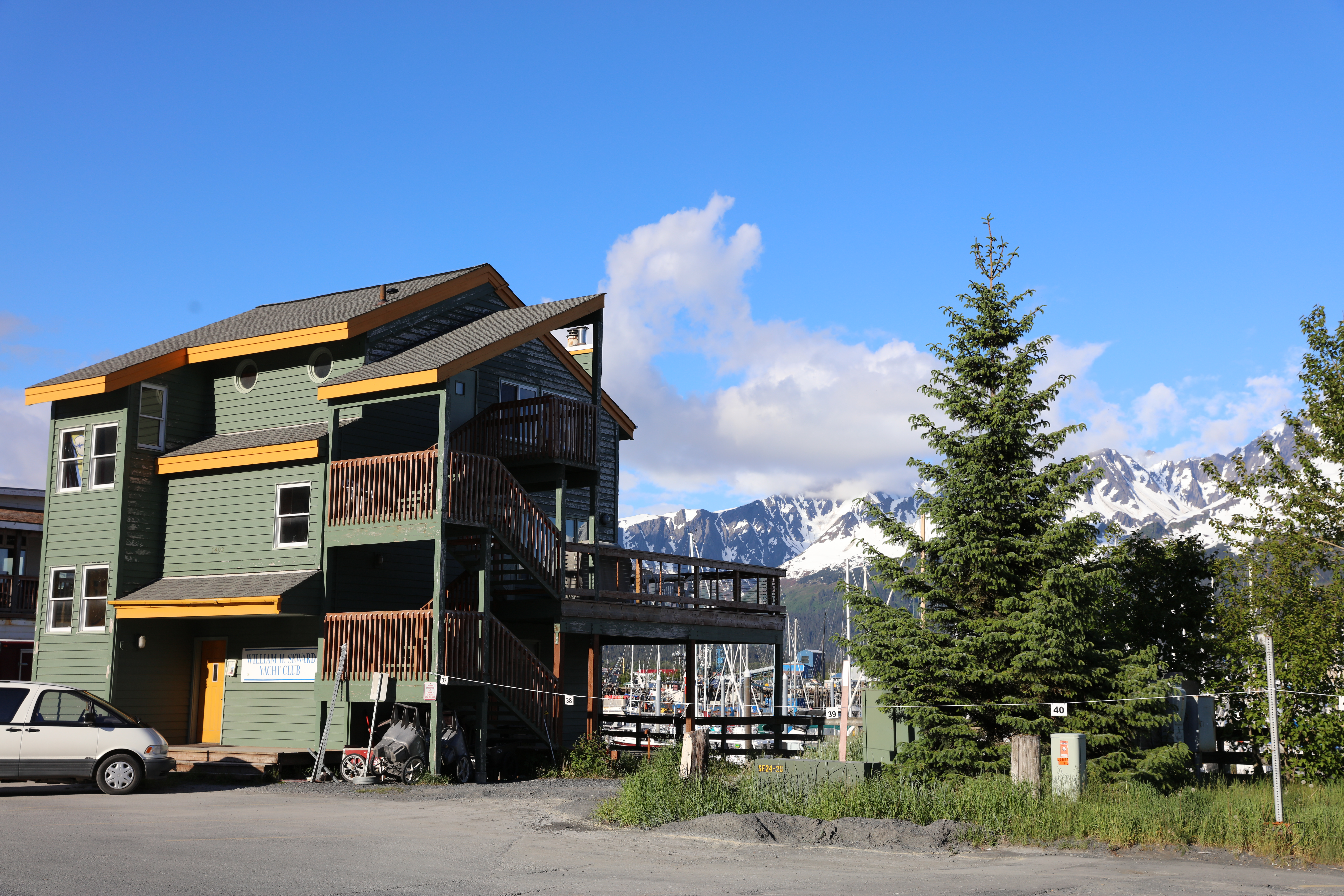

### Il porto di Seward

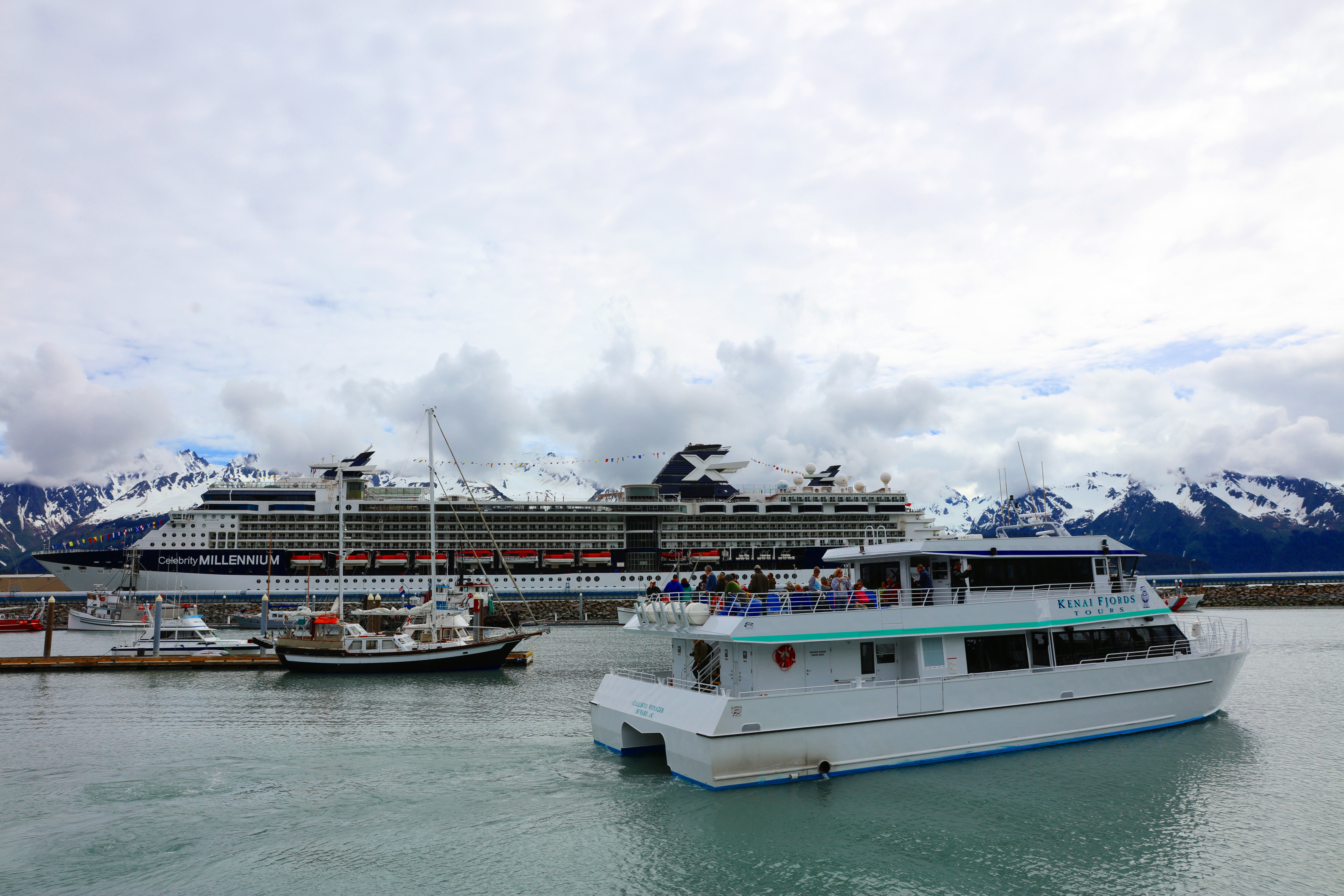
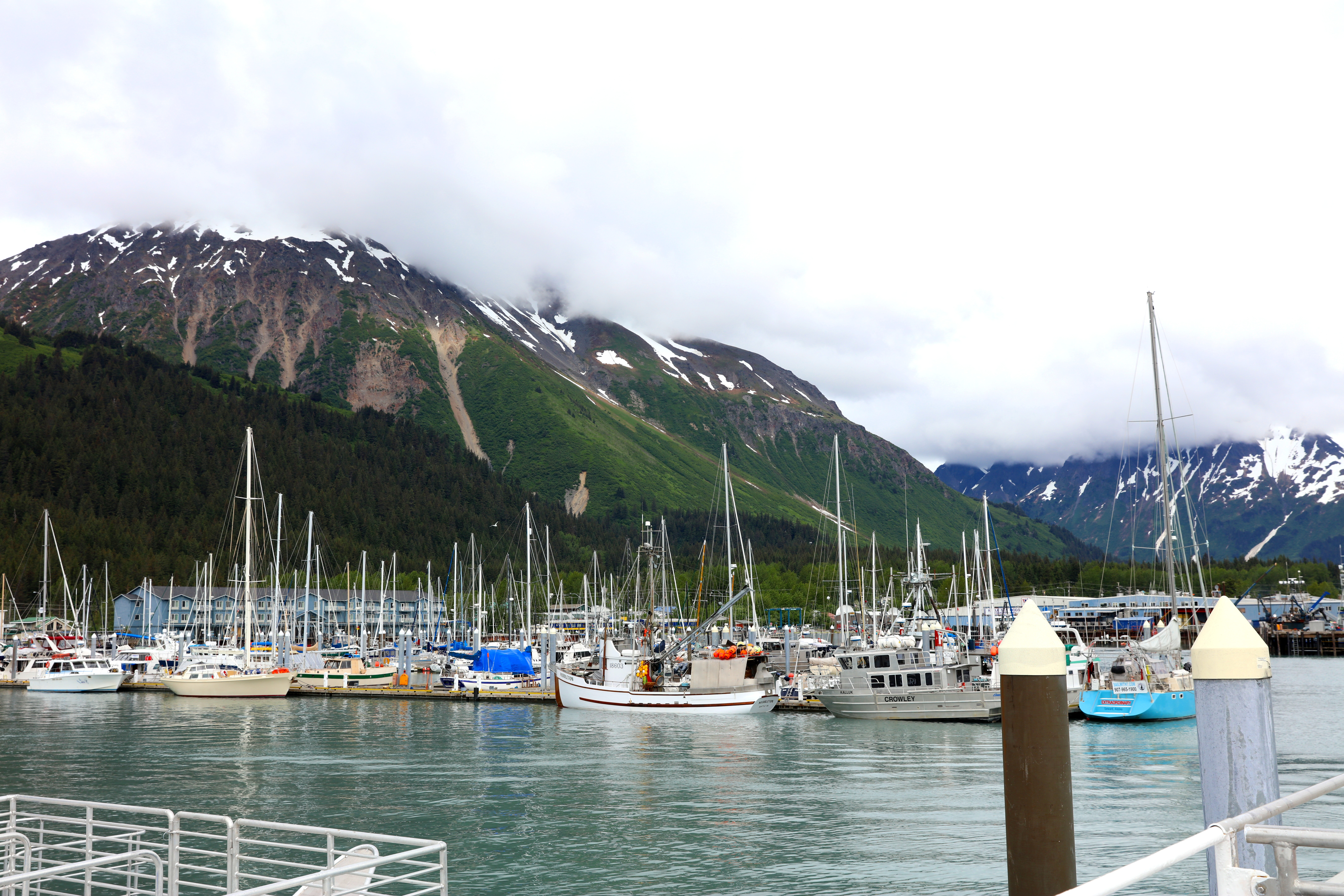
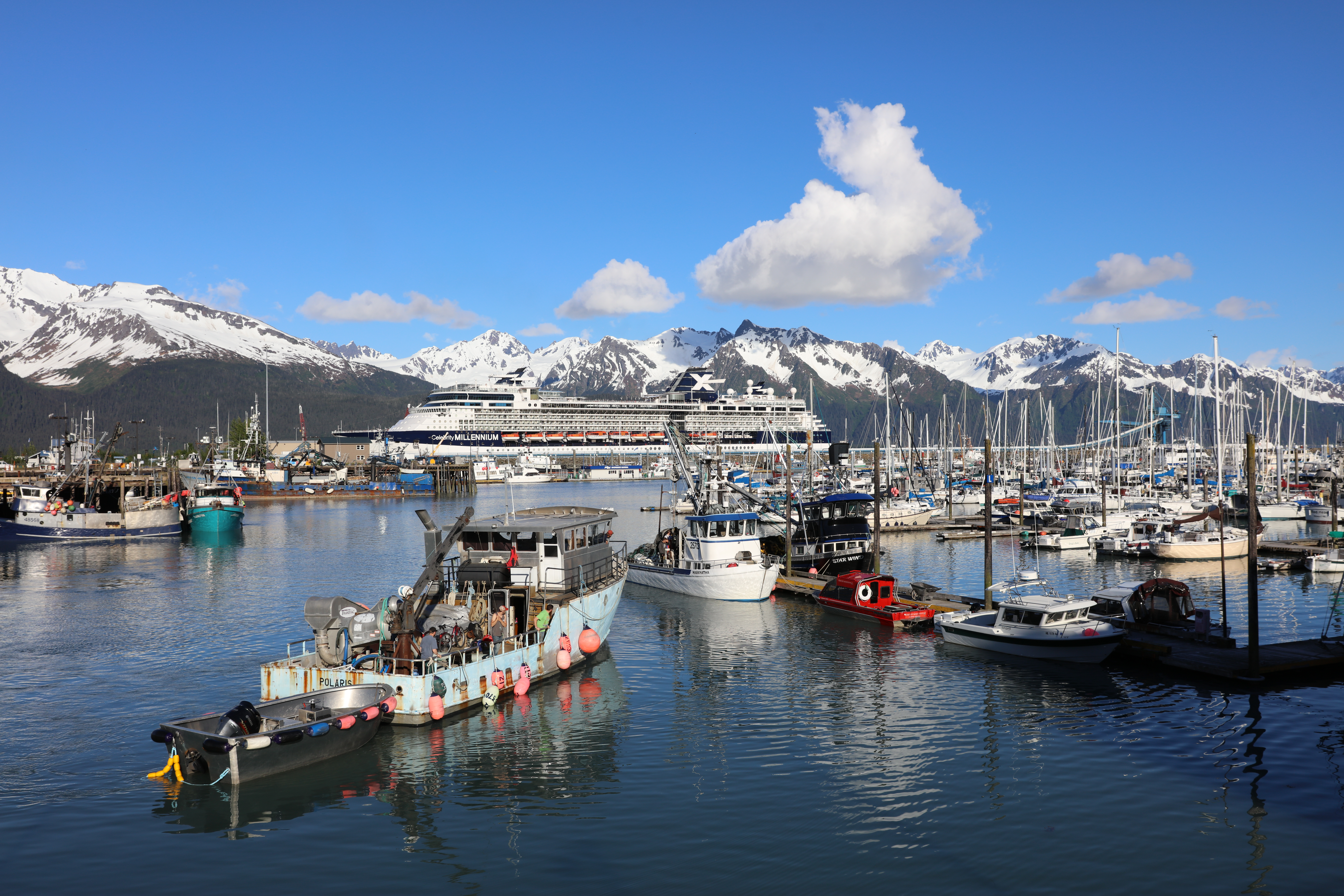
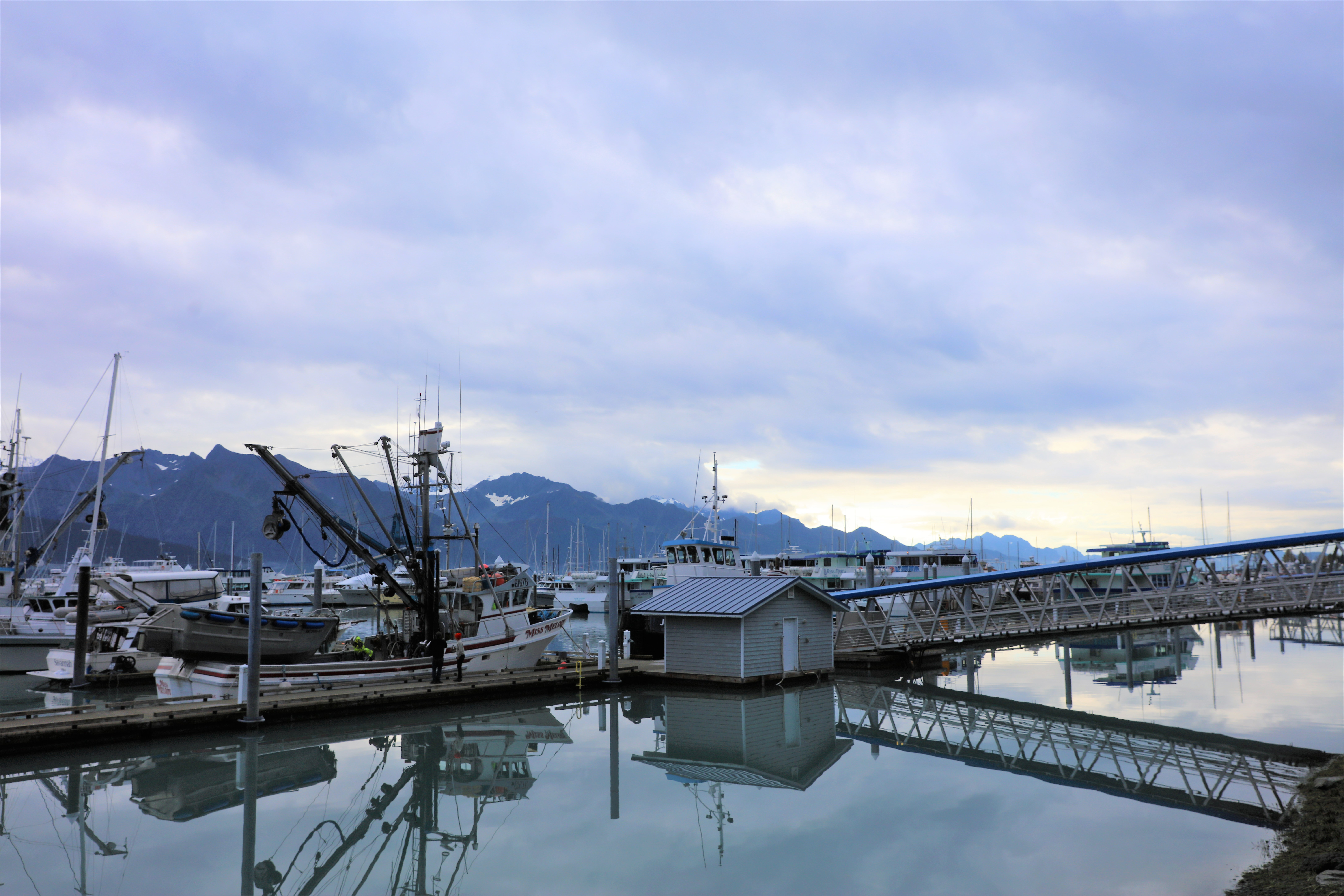
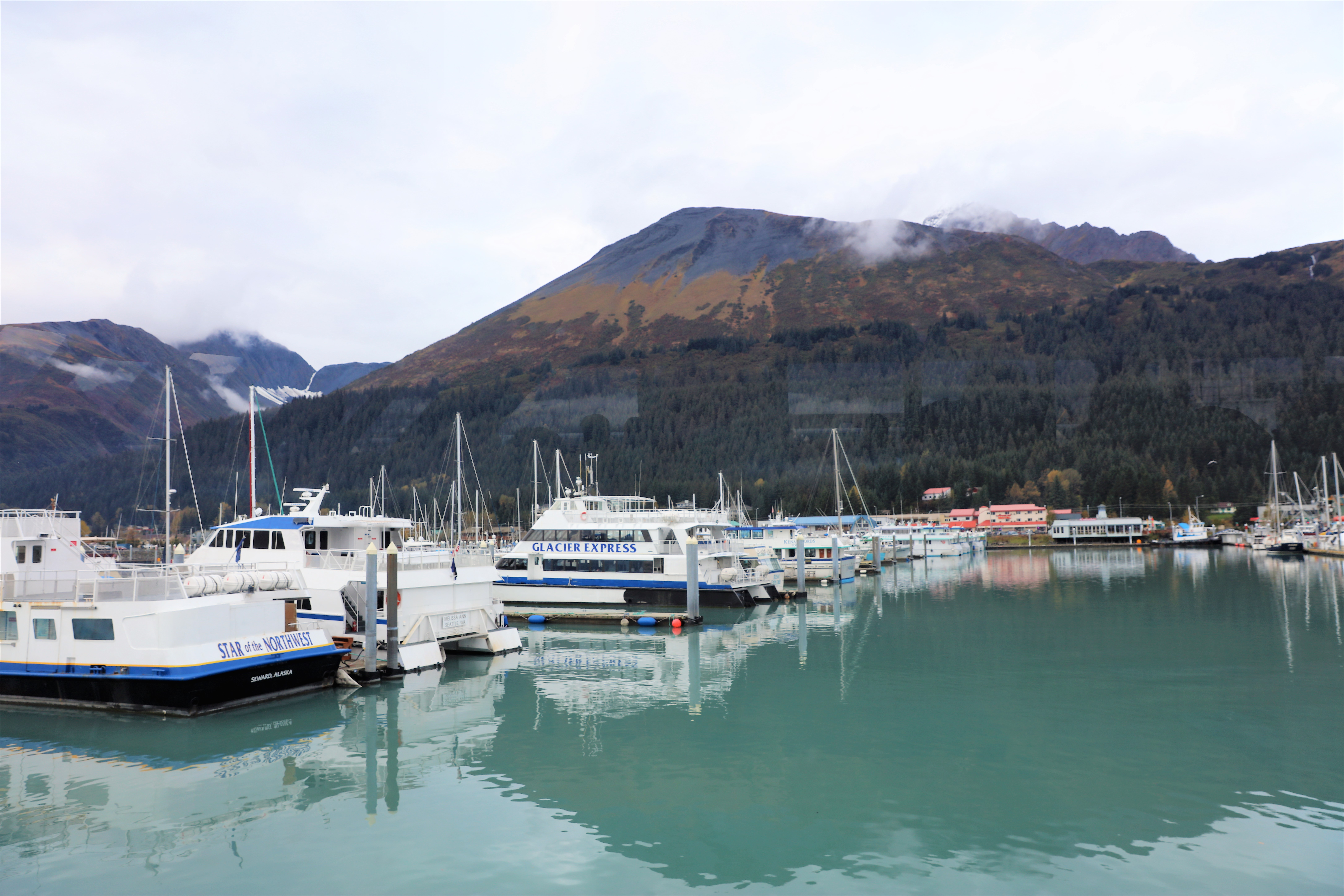
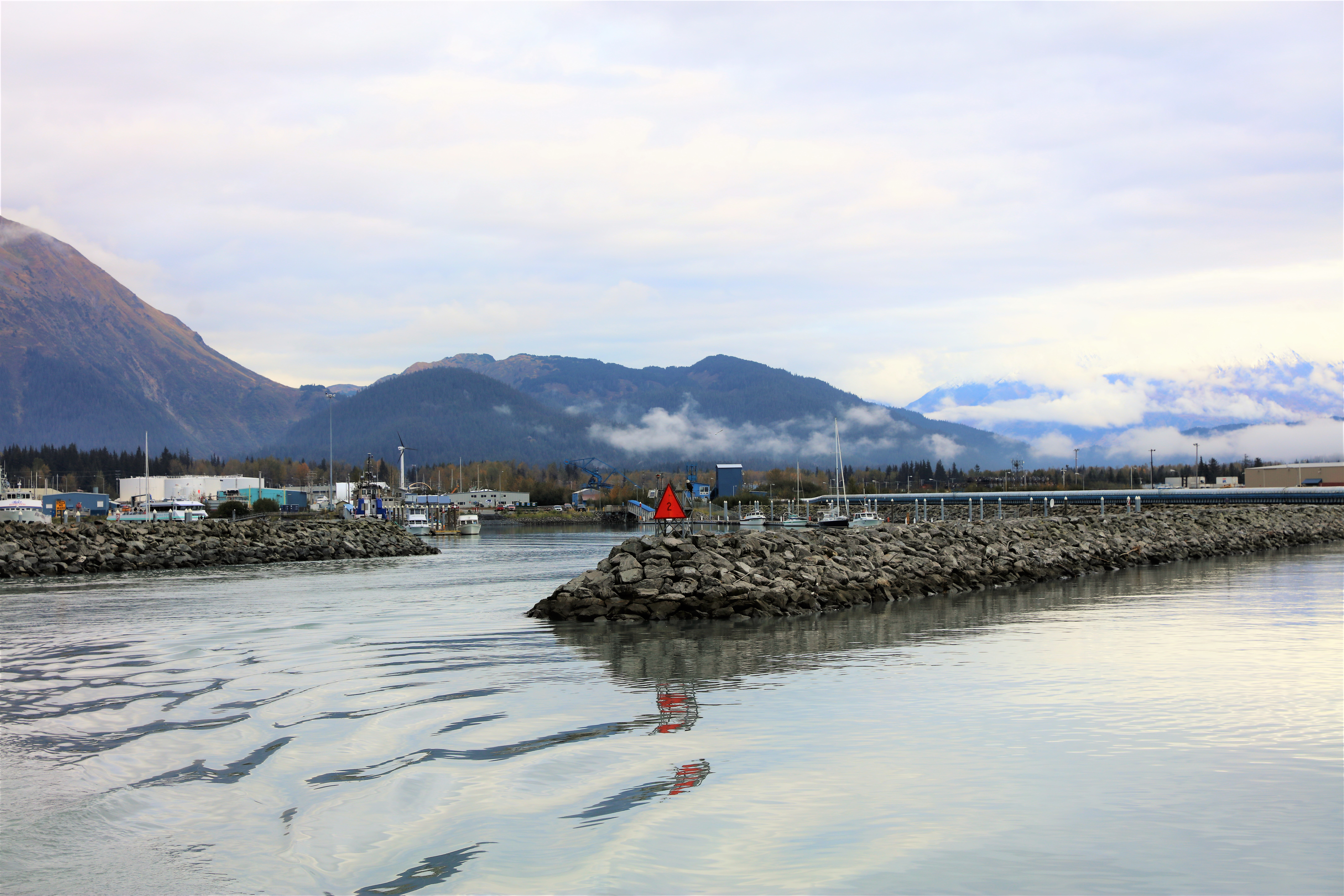

### La stazione di Seward

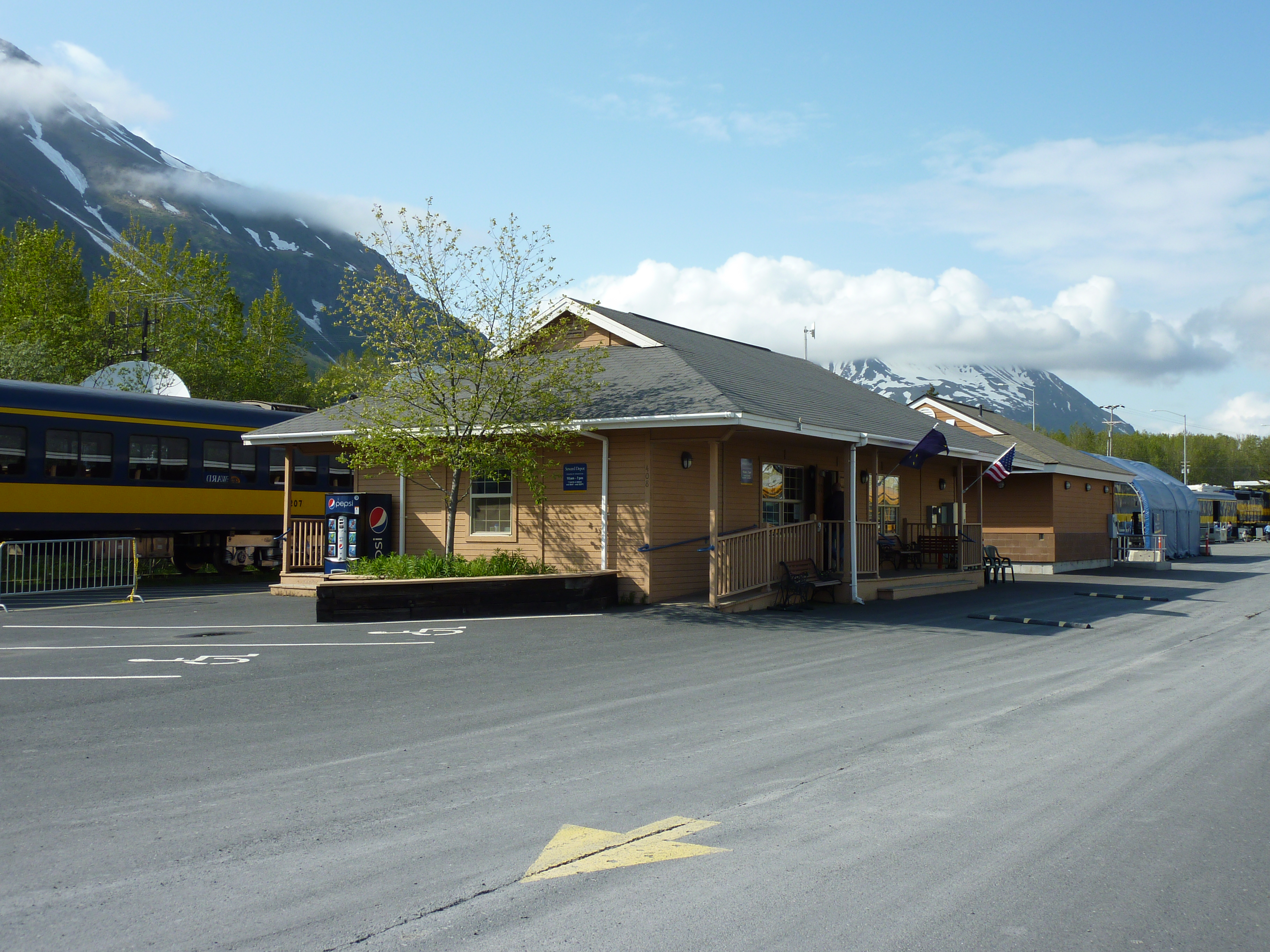
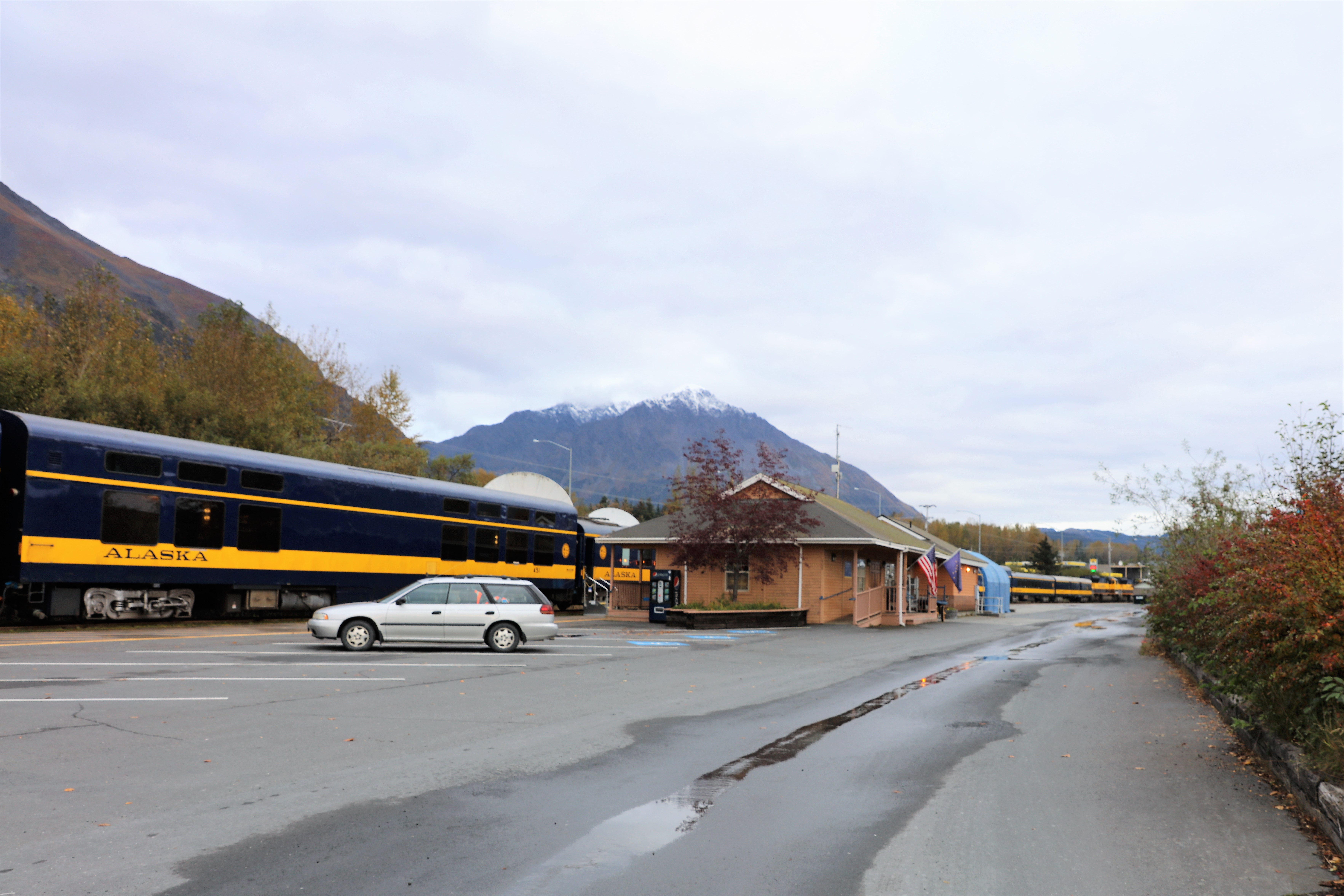
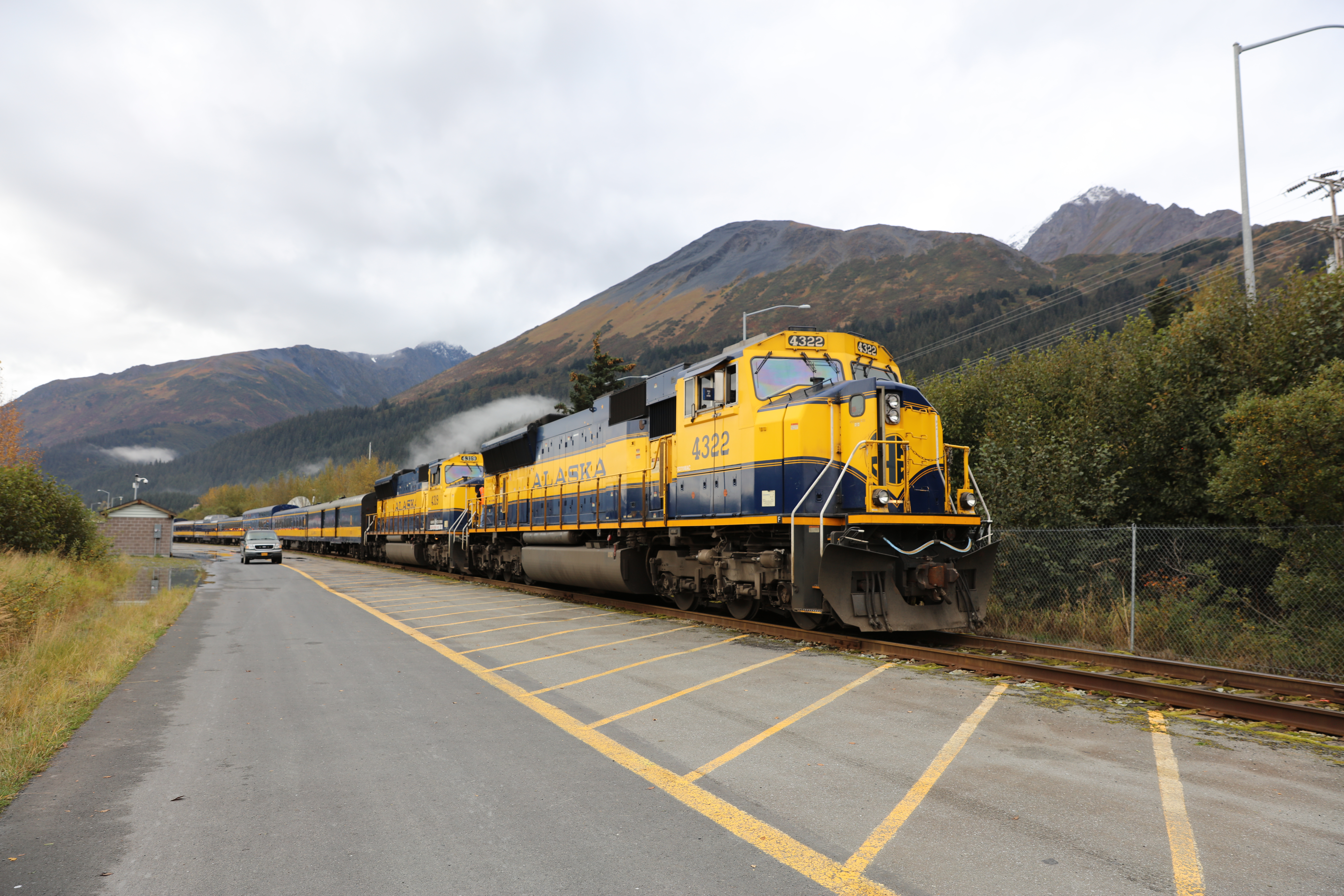
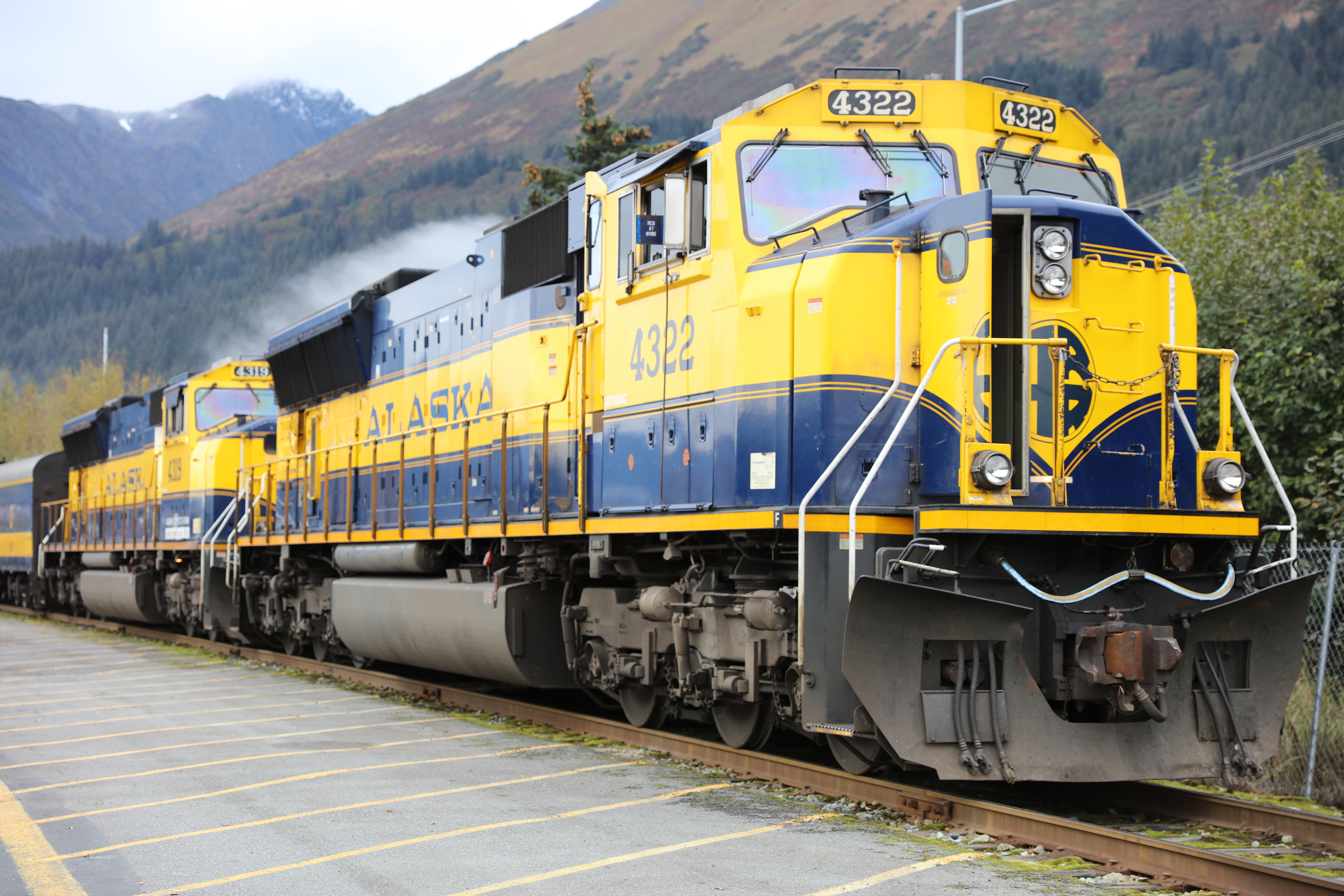
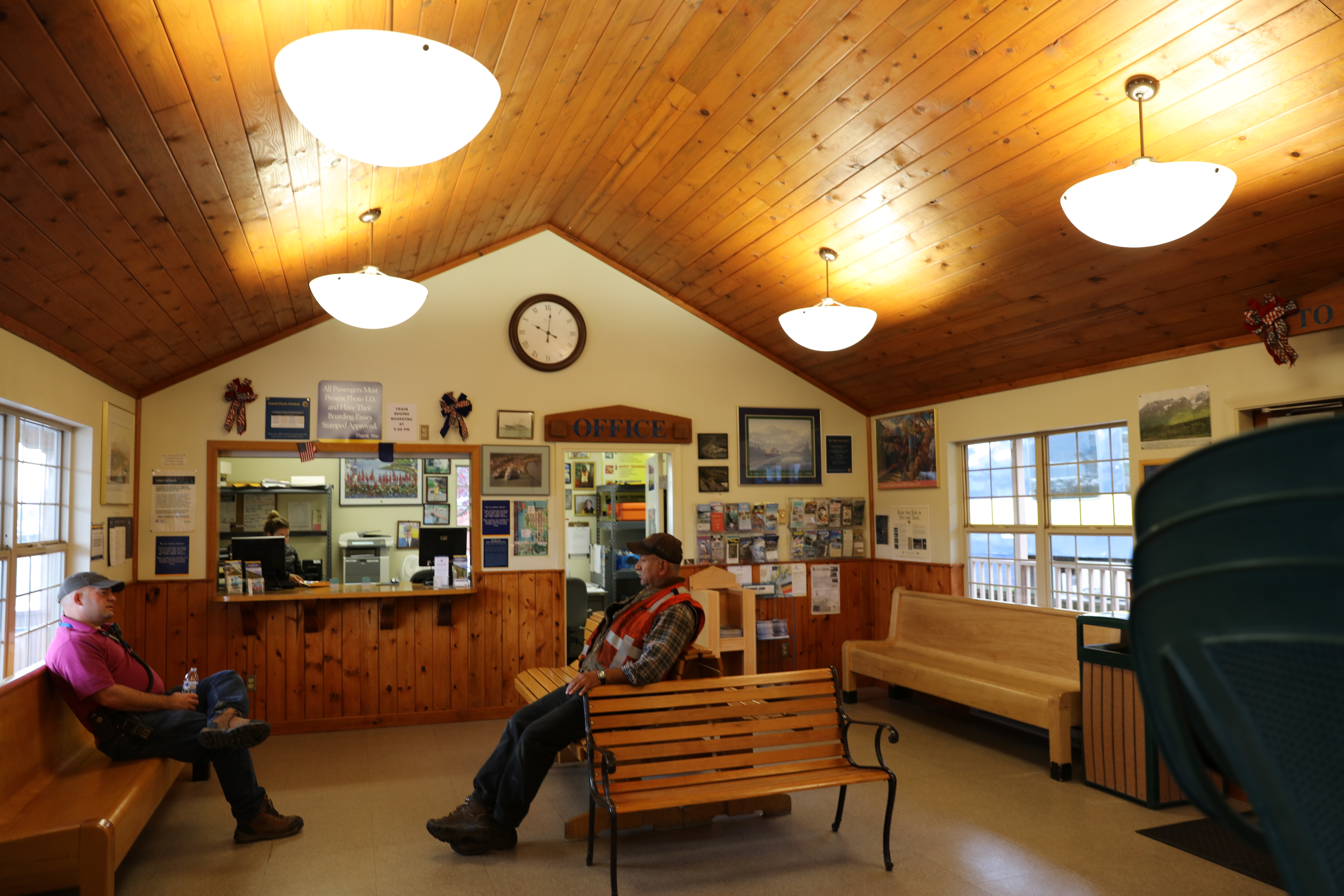